# 各務原市役所前站
各務原市役所前站（日语：／ Kakamigahara-shiyakusho-mae eki */?）是位於岐阜縣各務原市那加櫻町二丁目，名古屋鐵道（名鐵）的各務原線車站。車站編號為KG08。在JTB時間表的路線圖中，為各務原市代表車站。

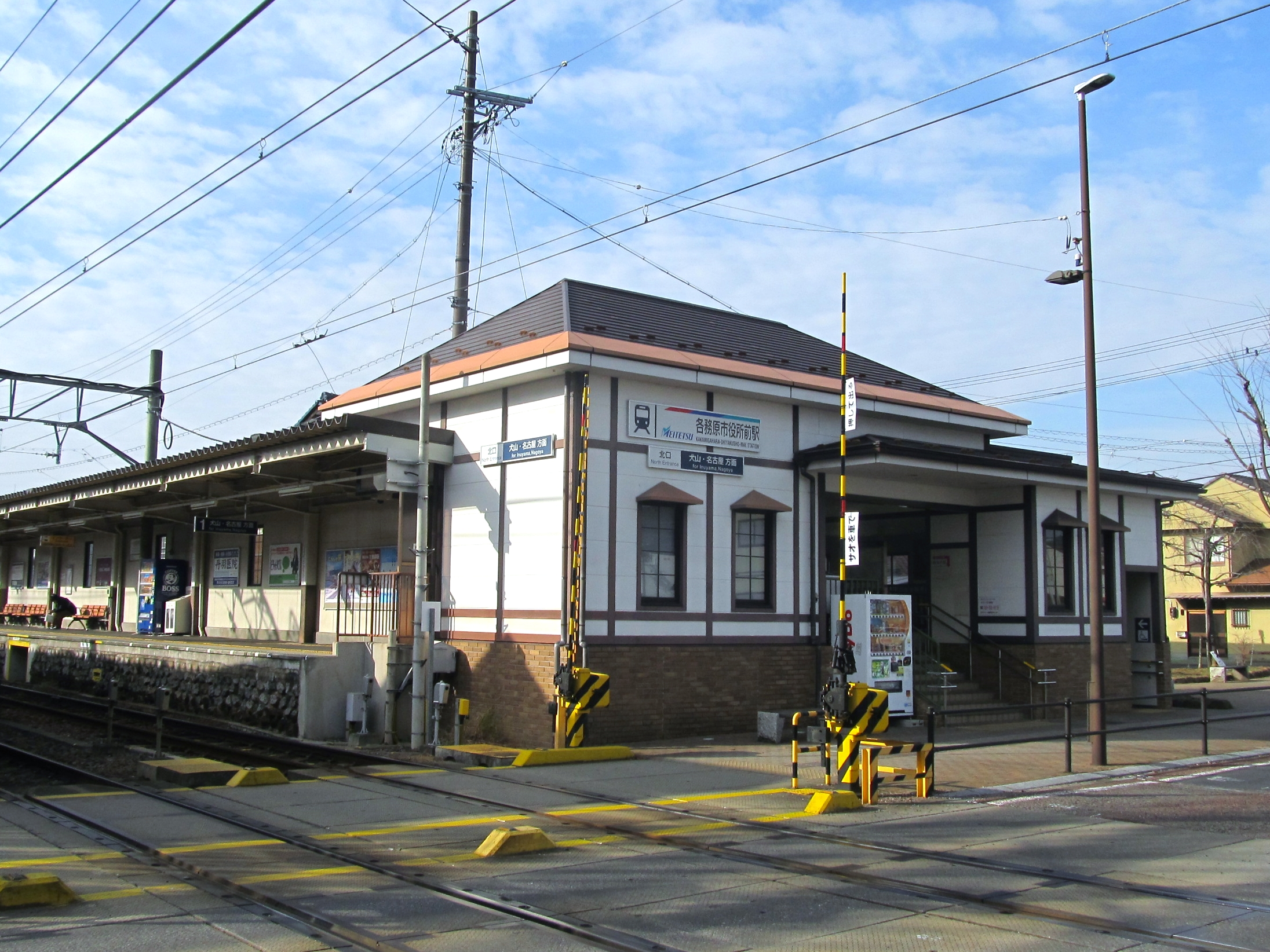
往犬山方向的站房(2021年1月)

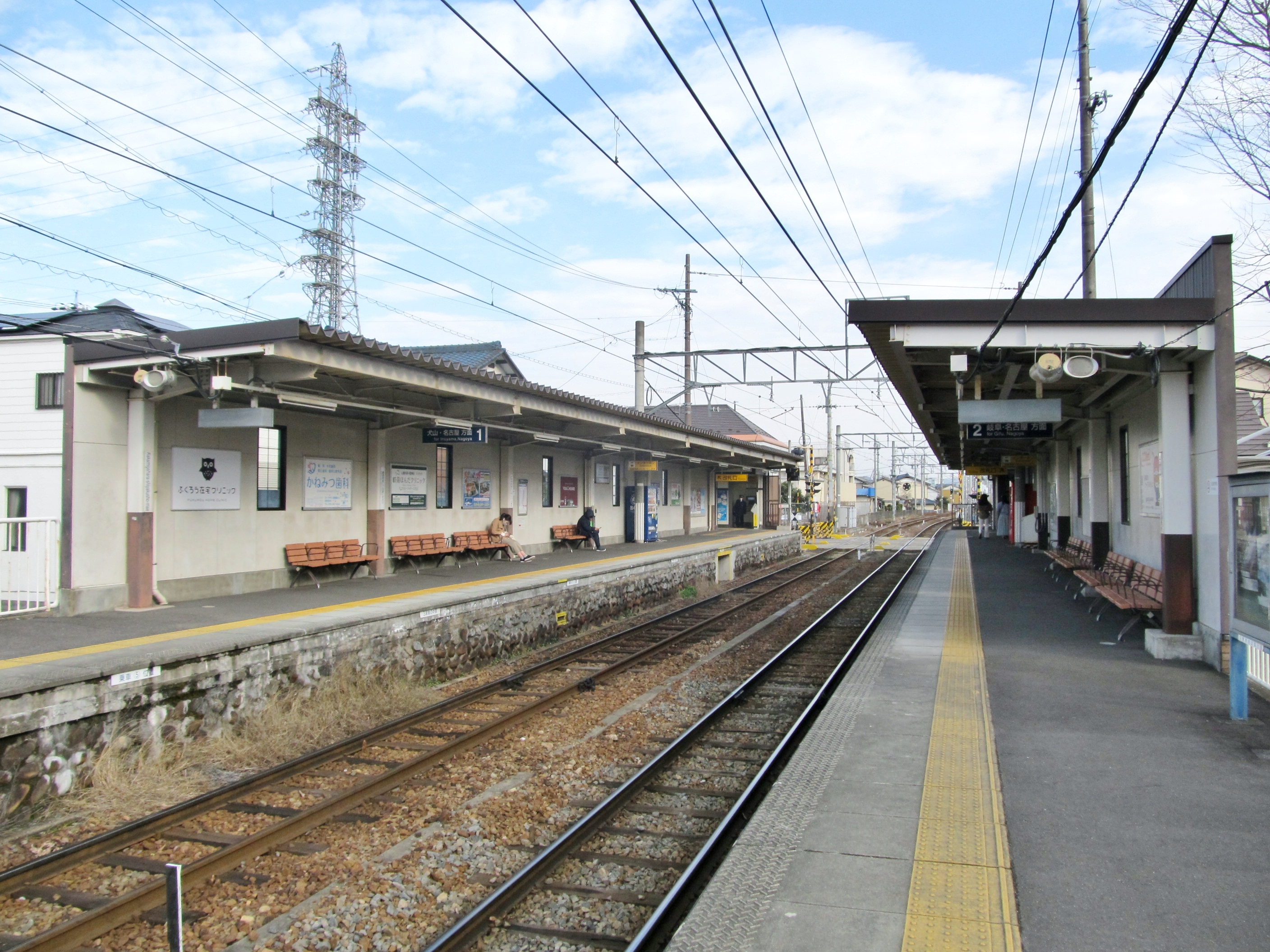
月台(2021年1月)

## 歷史
- 1926年（大正15年）1月21日 - 各務原鐵道安良田站（位於名鐵岐阜站至田神站之間的車站，現已廢止）至補給部前站（現時為三柿野站）開通，此站啟用，當時車站名為一聯隊前站（日语：／）[1]。
- 1935年（昭和10年）
  - 3月28日 - 各務原鐵道合併至名岐鐵道，成為名岐鐵道車站。
  - 8月1日 - 公司改名為名古屋鐵道，成為名古屋鐵道車站。
- 1938年（昭和13年）12月1日 - 車站改名為各務原運動場前站（日语：／）[1]。
- 1949年（昭和24年）12月1日 - 車站改名為運動場前站（日语：／）[1]。
- 1960年（昭和35年）11月1日 - 車站改名為各務原飛行場站（日语：／）[1]。
- 1965年（昭和40年）10月1日 - 車站名稱讀法改為[1]。
- 2005年（平成17年）1月29日 - 車站改名為各務原市役所前站（日语：／）[1]。
- 2007年（平成19年）
  - 3月6日 - 引入車站集中管理系統。成為無人車站[2]。
  - 3月14日 - 車站可以使用交通儲值卡「Trans Pass（日语：トランパス (交通プリペイドカード)）」。
  - 3月28日 - 南邊車站大樓建成。
- 2008年（平成20年）12月5日 - 北邊車站大樓建成，站內平交道徹走。
- 2011年（平成23年）2月11日 - 車站可以使用「manaca」IC卡。
- 2012年（平成24年）2月29日 - 車站不可使用交通儲值卡「Trans Pass」。

## 車站構造
本站為地面車站，設有2面2線的相對式月台，可容納6卡車廂。為引人了車站集中管理系統的無人車站（由名鐵岐阜站管理）。車站大樓外牆是磚頭、白色牆身和啡色柱的配搭。在南邊車站大樓中間上面設有三角屋頂和圓形時鐘，周邊為綠色地帶。
在岐阜方向的站房内設有2台自動售票機，在三柿野方向的車站大樓設有1台觸控面板式自動售票機。在上行月台（名鐵岐阜方向）和下行月台（三柿野方向）近六軒站一方各設有1個閘口。站內平交道已經撤走，在北邊車站的閘口上設有入電子告示牌提醒不要乘錯方向。此站不能購買manaca或定期票，最近的車站職員當值車站是在新那加站或三柿野站，這些站可購買以上兩種車票。
北邊車站建成時兩月台也提高了高度。兩台各各有1部自動販賣機。此車站設有無障礙設施，當中包括了多用途廁所，設於南邊車站大樓閘口左邊（閘口外）。
| 月台 | 路線     | 上下行 | 方向         |
| ---- | -------- | ------ | ------------ |
| 1    | 各務原線 | 下行   | 犬山方向     |
| 2    | 各務原線 | 上行   | 名鐵岐阜方向 |

| ← 新那加、 岐阜方向 | 各務原市役所前站 站內配線略圖 | → 三柿野、 名古屋方向 |
| 图例 参考文献：     |                               |                       |

## 使用狀況
- 在中提及在2013年度，當時1日平均上下車人次為3,865人，在名鐵所有車站（275站）排名第111，各務原線（18站）中排名第4[5]。
- 在中提及在1992年度，當時1日平均上下車人次為4,256人，除岐阜市內線均一車費區間內各站（岐阜市內線、田神線、美濃町線徹明町站至琴塚站之間）外名鐵所有車站（342站）中排名第110，各務原線（18站）中排名第5[6]。
- 在的1日平均乘車人次中，2008年度為1,761人，2009年度為1,729人。
- 在各務原市統計資料中，2011年度的1日平均乘車人次為1,818人。

此站使用人次近年下跌，但是鄰近的JR那加站卻有輕微增加。
每月一度在航空自衛隊岐阜基地舉行的航空祭中，會使此站乘客有所增加。但是，在航空祭中活動會場中除了此站外還有三柿野站，為了不會錯誤地下車，會設有車內廣播提醒乘客。

## 車站周邊
- 各務原市政廳
- 各務原市產業文化中心（日语：各務原市産業文化センター）
- 各務原市立各務原特別支援學校（日语：各務原市立各務原特別支援学校）
- 航空自衛隊岐阜基地（日语：岐阜基地）
- 岐阜各務原航空宇宙博物館（日语：岐阜かかみがはら航空宇宙博物館）
- 各務原運動場（日语：各務原運動場）（曾經存在。同時各務原市役所前站的舊稱為「各務原運動場前站」。）

## 巴士路線
- 各務原市接觸巴士（日语：各務原市ふれあいバス）　蘇原線、那加線、稻羽線、川島線
- 岐阜巴士（日语：岐阜乗合自動車）　AEON Mall各務原線

## 相鄰車站
名古屋鐵道
  各務原線
□快速急行、■急行
新那加（KG10）－各務原市役所前（KG08）－六軒（KG07）
■普通
市民公園前（KG09）－各務原市役所前（KG08）－六軒（KG07）

## 外部連結
- 各務原市役所前 - 名古屋鐵道
- 各務原市／Web Magazine／Karakara Magazine 2007年8月號／特集（日語）